# Voo Martinair 138
O voo Martinair 138 foi um voo fretado de Surabaia (Indonésia) para Colombo (Sri Lanka). O avião foi operado em nome da Garuda Indonesia. Em 4 de dezembro de 1974, o avião, um McDonnell Douglas DC-8-55CF, caiu em uma montanha pouco antes de pousar, matando todas as 191 pessoas a bordo: 182 peregrinos indonésios do Haje com destino a Meca e nove tripulantes.
Diz-se que o voo saiu de Surabaia, Indonésia, aproximadamente às 12:03 UTC, com destino a Jidá (Arábia Saudita), que planejava uma escala no aeroporto de Bandaranaike, Colombo, Sri Lanka. Por volta das 16:30 UTC, o controle de Colombo libera o voo. Às 16:38 UTC, outro controlador de tráfego aéreo interveio e liberou o voo para 5 000 pés (1 520 metros) e relatou liberação para 8 000 pés (2 440 metros). A abordagem de Colombo então liberou o voo para 2 000 pés (610 metros) às 16:44 e disse ao voo que esperava uma aproximação para a pista 04. A tripulação a bordo do voo foi solicitada a relatar quando o campo de aviação estava à vista. A tripulação então continuou sua descida até que o avião caiu na montanha Saptha Kanya a uma altitude de aproximadamente 4 355 pés (1 330 metros) e cerca de 2 000 pés (610 metros) a leste de Colombo. Todos os 191 passageiros e tripulantes morreram.
O acidente continua sendo o pior na história da aviação do Sri Lanka, ultrapassando o voo Icelandic Arlines 001, que caiu quatro anos depois; e o terceiro mais letal com um DC-8, depois do voo Arrow Air 1285 e do voo Nigeria Airways 2120. Na época, foi o segundo acidente aéreo mais mortal, após a perda do voo Turkish Airlines 981, ocorrido no mesmo ano.

## Aeronave e tripulação
O avião era um McDonnell Douglas DC-8 prefixado PH-MBH construído em 1966. Estava equipado com motores Pratt e Whitney modificados pela KLM. O avião era propriedade da empresa neerlandesa Martinair.
A tripulação do voo 138 era o Capitão Hendrik Lamme, o Primeiro Oficial Robert Blomsma, o Engenheiro de Voo Johannes Wijnands, a Perseguidora Ingrid van der Vliet e as Aeromoças Henrietta Borghols, Abdul Hamid Usman, Lilik Herawati, Titia van Dijkum e Hendrika van Hamburg.

## Acidente e responsabilidades

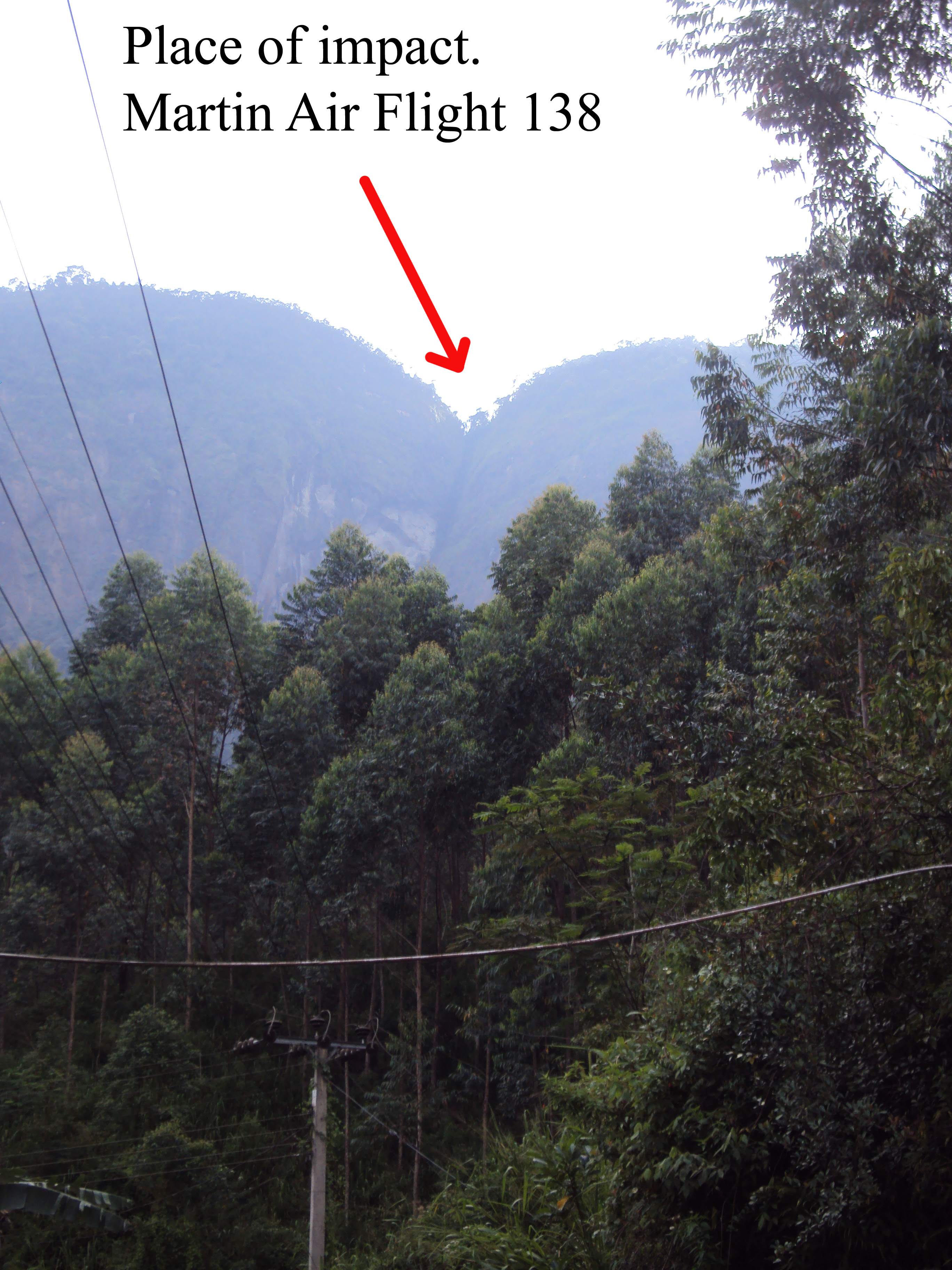
O local do acidente de acordo com os moradores.

O avião decolou do Aeroporto Internacional de Surabaia, Indonésia, aproximadamente às 12:00 do dia 4 de dezembro de 1974, com destino a Jidá, na Arábia Saudita, com uma parada programada no aeroporto de Bandaranaike, próximo a Colombo. O avião entrou em contato com o controle de aproximação do Katunayaka por volta das 16:16, indicando que estavam a 130 milhas, então as condições meteorológicas foram informadas e solicitou que a aeronave passasse para o controle da área de Colombo. para obter uma liberação de descida. A aeronave então desceu de 35 000 pés (10 700 metros) e foi devolvida para controle de aproximação. O controle de aproximação então liberou a aeronave para 2 000 pés (610 metros) e a tripulação de voo foi solicitada a relatar se foram avistados no campo de aviação ou se sua posição estava acima da ‘Baliza não-direcional de Katunayake’. Esta mensagem foi reconhecida pela tripulação, mas não houve mais comunicação com a aeronave. Testemunhas oculares indicaram que o avião estava voando abaixo do normal e que não havia evidências de incêndio a bordo e que todos os motores pareciam normais, sem problemas de funcionamento. O som da aeronave explodindo com o impacto foi claramente ouvido pelos residentes próximos ao local do acidente. Mais tarde, foi descoberto que o avião havia colidido com a quinta montanha.
As repetidas tentativas de fazer contato com a aeronave do controle de aproximação foram infrutíferas e, em consulta com o controle da área de Colombo, a fase de alívio foi iniciada. Subsequentemente, as operações de busca e resgate começaram. O país de registro da aeronave (Países Baixos) e o país de fabricação (Estados Unidos) foram informados. A Indonésia também foi informada do acidente porque muitos passageiros eram nacionais desse país.